# Artibus

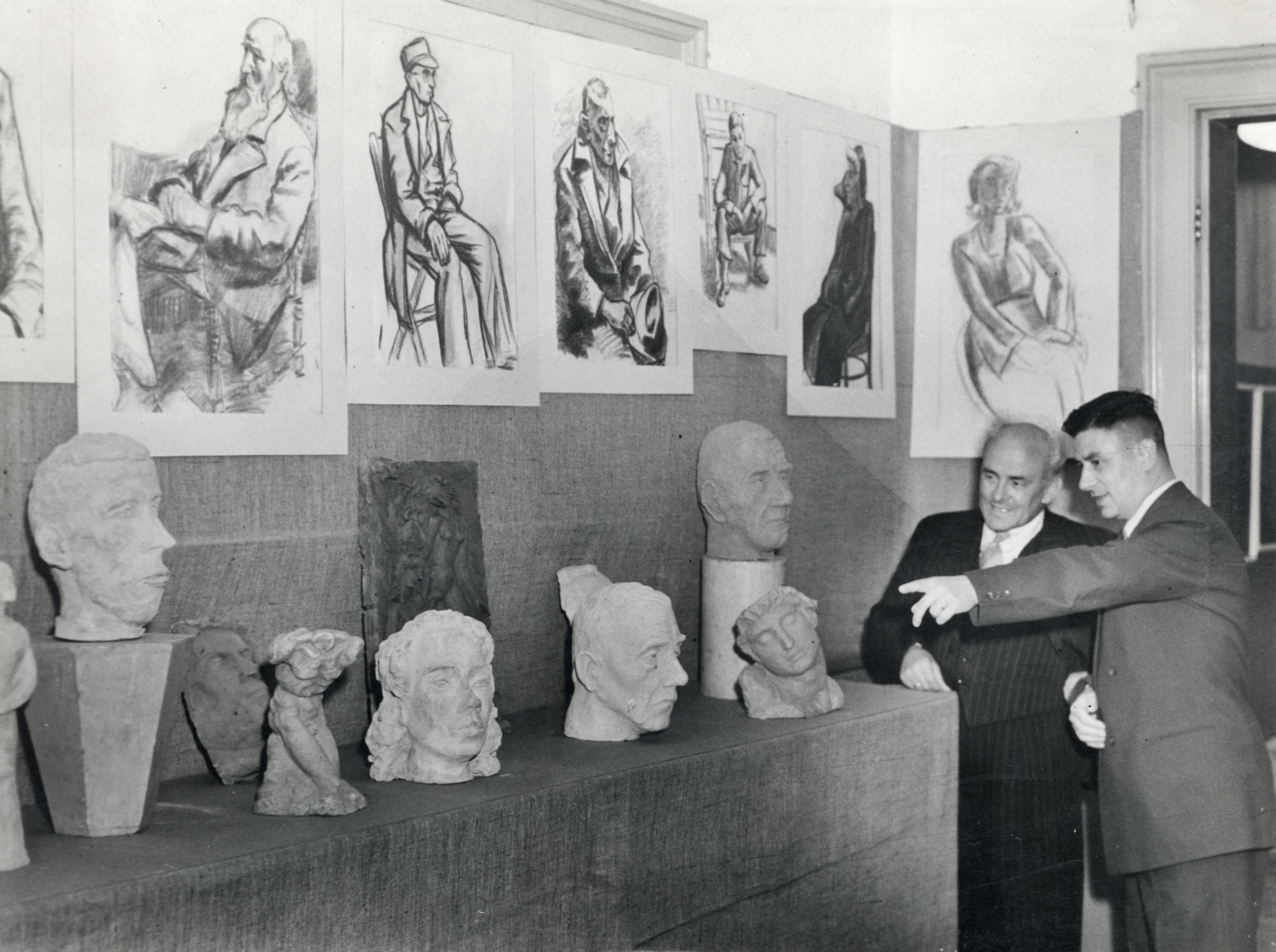
Opening van de tentoonstelling van de vrije academie Artibus (1952)

Artibus, opgericht in 1938, was aanvankelijk een Utrechts genootschap van beeldend kunstenaars en vervolgens ruim vijftig jaar lang een kunstopleiding in die stad. 

## Geschiedenis
Als opleiding heeft Artibus verschillende niveaus gekend:
- opleiding voor amateurs (1940-1990),
- middelbaar beroepsonderwijs (1955-1963),
- hoger onderwijs (vanaf 1963).

### Amateurkunstenaars
De vereniging Stichts Genootschap Artibus werd opgericht op 8 juli 1938 te Utrecht. 
Artibus was aanvankelijk een genootschap van negentien amateurkunstenaars, die zich verenigden om gezamenlijk het kunstklimaat in Utrecht te bevorderen. Daartoe organiseerde de vereniging tentoonstellingen en huurde gezamenlijke atelierruimte. De eerste tentoonstelling was in juni 1939 in het Consthuys Sint Pieter te Utrecht. De eerste les werd gegeven op 27 november 1940 door M.C.W. Diemel. 
Gedurende de eerste jaren werd heftig gediscussieerd over de vraag of er binnen de vereniging plaats was voor kunstenaars die hun werk te koop aanboden, naast degenen die louter amateur waren. Deze discussie werd pas beslecht op 24 oktober 1947, toen besloten werd "het begrip amateurisme geheel los te laten".

### Van kunstopleiding naar HKU
Uit het Stichts Genootschap Artibus kwam in 1948 de Stichting de Vrije Academie Artibus voort. Deze ontwikkelde zich later tot de Avondopleiding Esthetische Vorming Artibus (EV). Daarnaast ging de middelbare beroepsopleiding in 1954 van start als avondopleiding en in 1963 als dagopleiding. In 1955 veranderde de naam van de overkoepelende stichting in Academie Artibus, in 1963 in Academie voor Beeldende Kunsten Artibus. De beroepsopleiding fuseerde in 1984 met de Academie voor Beeldende Vorming Amersfoort tot de Academie voor Beeldende Kunsten Utrecht, een van de kunstopleidingen waaruit in 1986 de Hogeschool voor de Kunsten Utrecht (HKU) voortkwam.

### Van EV naar UCK
Op 15 december 1983 bleef de naam Artibus exclusief bij de Opleiding Esthetische Vorming, een van de instellingen die zijn gefuseerd tot het Utrechts Centrum voor de Kunsten (UCK) Artibus was dus een van de constituerende onderdelen van zowel de Hogeschool voor de Kunsten Utrecht als van het Utrechts Centrum voor de Kunsten.

## Locaties
De gemeente Utrecht stelde de eerste atelierruimte in de Regentesseschool aan de Hamburgerstraat ter beschikking. Tijdens de Tweede Wereldoorlog moest worden uitgeweken naar een zolder van een van de leden. Nog tijdens de oorlog werden de lessen verplaatst naar een geïmproviseerd atelier in de Achterstraat. Eerst in 1948 werden schoollokalen aan de Abstederdijk betrokken.
In 1959 ging de hoofdvestiging van de beroepsopleiding naar de Plompetorengracht, terwijl die van de afdeling Esthetische Vorming aan de Abstederdijk bleef. Beide maakten ook gebruik van lokalen aan de Monseigneur van de Weteringstraat. Pas in 1988 kwam voor de HKU het nieuwe gebouw aan de Ina Boudier Bakkerlaan gereed.
De Stichting voor Esthetische Vorming Artibus verhuisde op 1 augustus 1984 van de Abstederdijk naar het schoolgebouw aan de Verlengde Hoogravenseweg 150b, dat anno 2014 nog als onderwijslocatie in gebruik is bij het Centrum voor de Kunsten Utrecht.

## Culturele initiatieven
In de loop van de jaren zijn er allerlei initiatieven geweest die op of vanuit Artibus kleur hebben gegeven aan het culturele klimaat in de stad Utrecht: de kritiek- en debatbijeenkomsten, een (omstreden) deelname aan de kunstmarkt op het Janskerkhof, de kunstenaarsweken in binnen- en buitenland, de activerende lessen in de dienstencentra in Utrecht en omgeving, lezingen, exposities en excursies gedurende de gehele bestaansperiode en de aquarellistenkring de Schilders van de Kromme Rijn.

## Herkomst van de naam
Het Latijnse woord ars (meervoud artes) betekent kunst. In de vorm artibus betekent het voor de kunsten. 

## Voormalige docenten
- M.C.W. Diemèl (kunstschilder, tevens tevens medeoprichter van de stichting en directeur 1948-1970)
- Krijn van Dijke
- Pieter Jungblut (beeldhouwer)
- Kees de Kort (kunstschilder)
- Jan van Luijn (beeldhouwer)
- M.J.A. Mol (tekenaar en aquarellist, tevens mede-oprichter van de stichting en directeur van de afdeling Esthetische Vorming 1970-1979)
- Abram Stokhof de Jong (glazenier en mozaïekkunstenaar)
- Rien Goené

## Studenten
- Rick Boesewinkel
- Gerard Brouwer
- Laura Gemser
- Rien Goené
- Elselien van der Graaf
- Henk Hofstra
- Evert van Kooten Niekerk
- Kees de Kort
- Avi Lev
- Stanislaw Lewkowicz
- Pierre Mazairac
- Tony Monsanto
- Gerard Overeem
- Gert de Rijk
- Josche Roverts
- Frits Stoop
- Irene Verbeek
- Martine Vlieger
- Kees van der Woude
- Hannah Yakin
- Eric Wittenberns